# Final Resolution
Final Resolution è stato uno degli eventi in pay per view (PPV) della federazione di wrestling Total Nonstop Action (TNA) realizzato nel mese di gennaio fino al 2008 e che nello stesso 2008 fu spostato a dicembre. Tutte le edizioni sono state realizzate nella Impact Zone di Orlando in Florida. 

Tutti gli eventi dal 2005 al 2012 furono trasmessi in PPV mentre l'evento del 2013 fu trasmesso dall'emittente Spike TV.

## Edizioni PPV
| Evento                           | Data             | Città                | Sede        | Main event |
| -------------------------------- | ---------------- | -------------------- | ----------- | --- |
| Final Resolution (2005)          | 16 gennaio 2005  | Orlando, Stati Uniti | Impact Zone | Jeff Jarrett (c) vs Monty Brown per il titolo NWA World Heavyweight Championship |
| Final Resolution (2006)          | 15 gennaio 2006  | Orlando, Stati Uniti | Impact Zone | Christian Cage e Sting vs Jeff Jarrett e Monty Brown in un Tag team match |
| Final Resolution (2007)          | 14 gennaio 2007  | Orlando, Stati Uniti | Impact Zone | Abyss (c) vs Christian Cage vs Sting in un Fatal three-way elimination match per il titolo NWA World Heavyweight Championship |
| Final Resolution (gennaio 2008)  | 6 gennaio 2008   | Orlando, Stati Uniti | Impact Zone | Kurt Angle (c) vs Christian Cage in un single match per il titolo TNA World Heavyweight Championship |
| Final Resolution (dicembre 2008) | 7 dicembre 2008  | Orlando, Stati Uniti | Impact Zone | The Main Event Mafia (TNA World Heavyweight Champion Sting, Booker T, Kevin Nash, e Scott Steiner) vs The TNA Front Line (A.J. Styles, Brother Devon, Brother Ray, e Samoa Joe) in un 8 man tag team match per il titolo TNA World Heavyweight Championship |
| Final Resolution (2009)          | 20 dicembre 2009 | Orlando, Stati Uniti | Impact Zone | A.J. Styles (c) vs Daniels per il titolo TNA World Heavyweight Championship |
| Final Resolution (2010)          | 5 dicembre 2010  | Orlando, Stati Uniti | Impact Zone | Jeff Hardy (c) vs Matt Morgan per il titolo TNA World Heavyweight Championship con Mr. Anderson come special referee |
| Final Resolution (2011)          | 11 dicembre 2011 | Orlando, Stati Uniti | Impact Zone | Bobby Roode (c) vs A.J. Styles in un 30 minute Iron Man match per il titolo TNA World Heavyweight Championship |
| Final Resolution (2012)          | 9 dicembre 2012  | Orlando, Stati Uniti | Impact Zone | Jeff Hardy (c) vs Bobby Roode per il titolo TNA World Heavyweight Championship |
|                                  |                  |                      |             | Note riassuntive di tutte le edizioni (c) = campione in carica al momento dell'inizio del match |

## Edizioni Successive
| Evento                                   | Data            | Città                | Sede        | Main event |
| ---------------------------------------- | --------------- | -------------------- | ----------- | --- |
| Impact Wrestling Final Resolution (2013) | 3 dicembre 2013 | Orlando, Stati Uniti | Impact Zone | Magnus vs Jeff Hardy in un Dixieland match nel round finale del torneo per il titolo vacante TNA World Heavyweight Championship |
|                                          |                 |                      |             | Note riassuntive di tutte le edizioni (c) = campione in carica al momento dell'inizio del match                                 |